# Szent Imre-templom (Kőszeg)
A kőszegi Szent Imre-templom a Jurisics téren áll, a Szent Jakab mellett. 1697-től 1894-ig, a Jézus Szíve templom felszenteléséig ez volt Kőszeg plébániatemploma.

## Története
A templomot a protestáns gyülekezetnek építtette a város a boradóból. Eredetileg egy Walent Marx nevű kirschlagi osztrák építőmesterrel szerződtek, és ő 1615–1618 között nagyjából fel is építette az épületet, de közben önkényesen megváltoztatta a  torony szerződésben megállapított magasságát és beboltozott néhány, a tervben elő nem írt részt. Ezért a város felbontotta a szerződést, és végül Wolf Zehentmayer bécsi építőmesterrel állapodott meg, aki 1640-ben magasabbra emelte a tornyot és befejezte a templomot.
1670-ben barokk stílusban kibővítették. A katolikusok 1673-ban kapták meg.
A templom ma gótizáló, késő reneszánsz épület. Falait támpillérek erősítik. Egyhajós, gótikus szentélye sokszögben záródik. Gótikus arányú, hosszúkás formájú, reneszánsz részletezésű ablakai egészen sajátosak. A hajó északi oldalához 1670-ben csatolták a kápolnát és sekrestyét. Ennél is későbbi a szentély feletti Sanctus-tornyocska és a homlokzati torony felső, kettős hagyma formájú sisakja. Szent Imre szobrát 1722-ben helyezték el a főkapu felett.
A barokk főoltárképet ifj. Dorfmeister István festette 1805-ben, és Szent Imre herceg fogadalmát ábrázolja aki magyar főnemesi ruhában látható. A jobb oldali mellékoltár közelében id. Dorfmeister István: Vizitáció című képét helyezték el.
Egykoron a miserendje közös volt az ugyancsak kőszegi Szent Jakab-temploméval: télen a Szent Imrében, nyáron a Szent Jakabban miséztek.

## Jelenkor
A templomot a Kőszegi Horvát Kisebbségi Önkormányzat kérte és kapta használatba. Jelenleg is horvát nyelvű miséket tartanak itt. 2007-ben elkészült a teljes külső felújítása, amikor is megújult a torony, a tetőszerkezet, az óraszerkezet is. A templomot dr. Veres András megyés püspök áldotta meg.
A templom mellett pár régi sírkő áll (a középkorban ezen a helyen volt a város temetője).

## Galéria

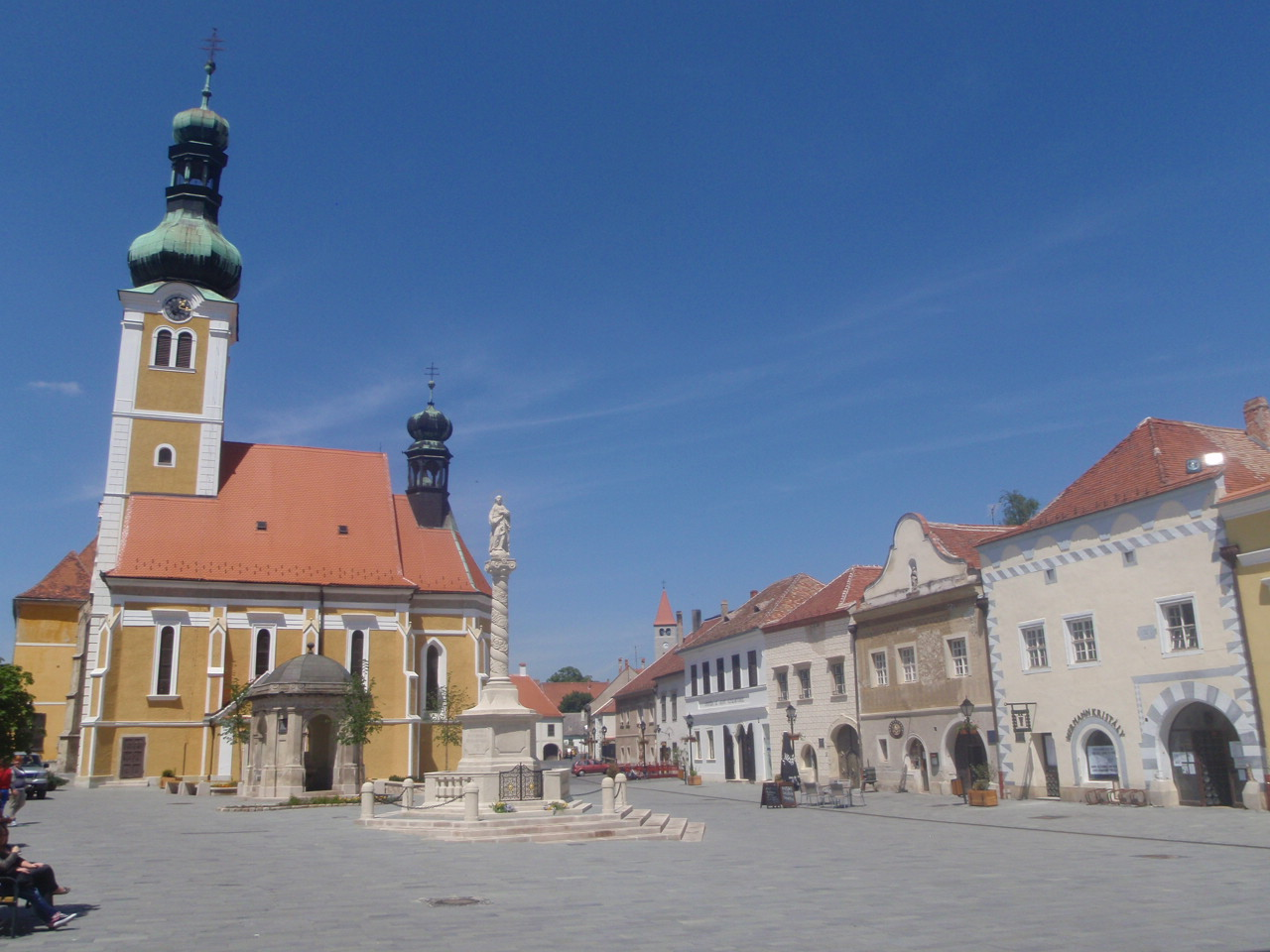
A templom a Jurisics tér éke
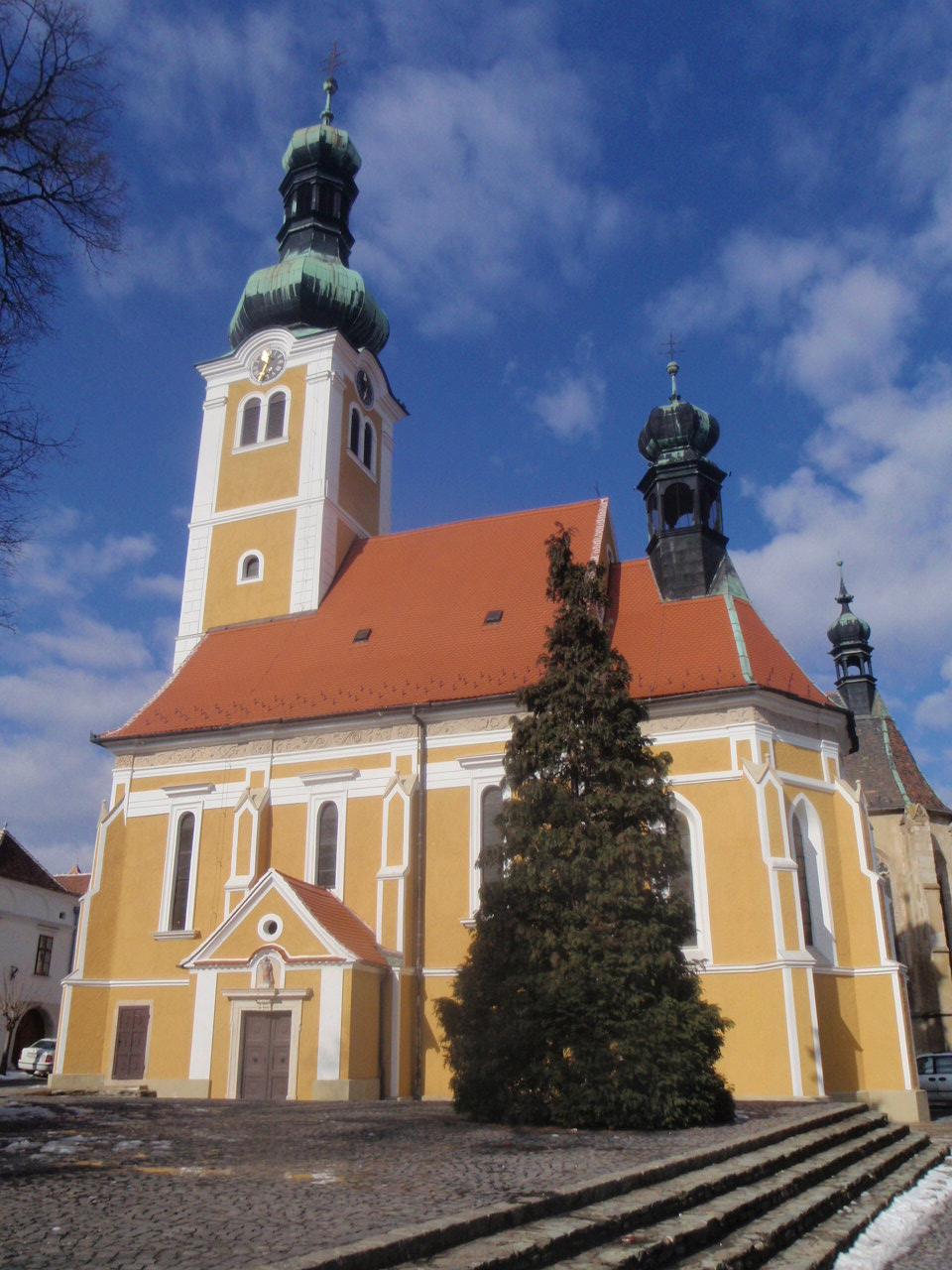
A templom a Jurisics tér felől (a tér átépítése előtt)
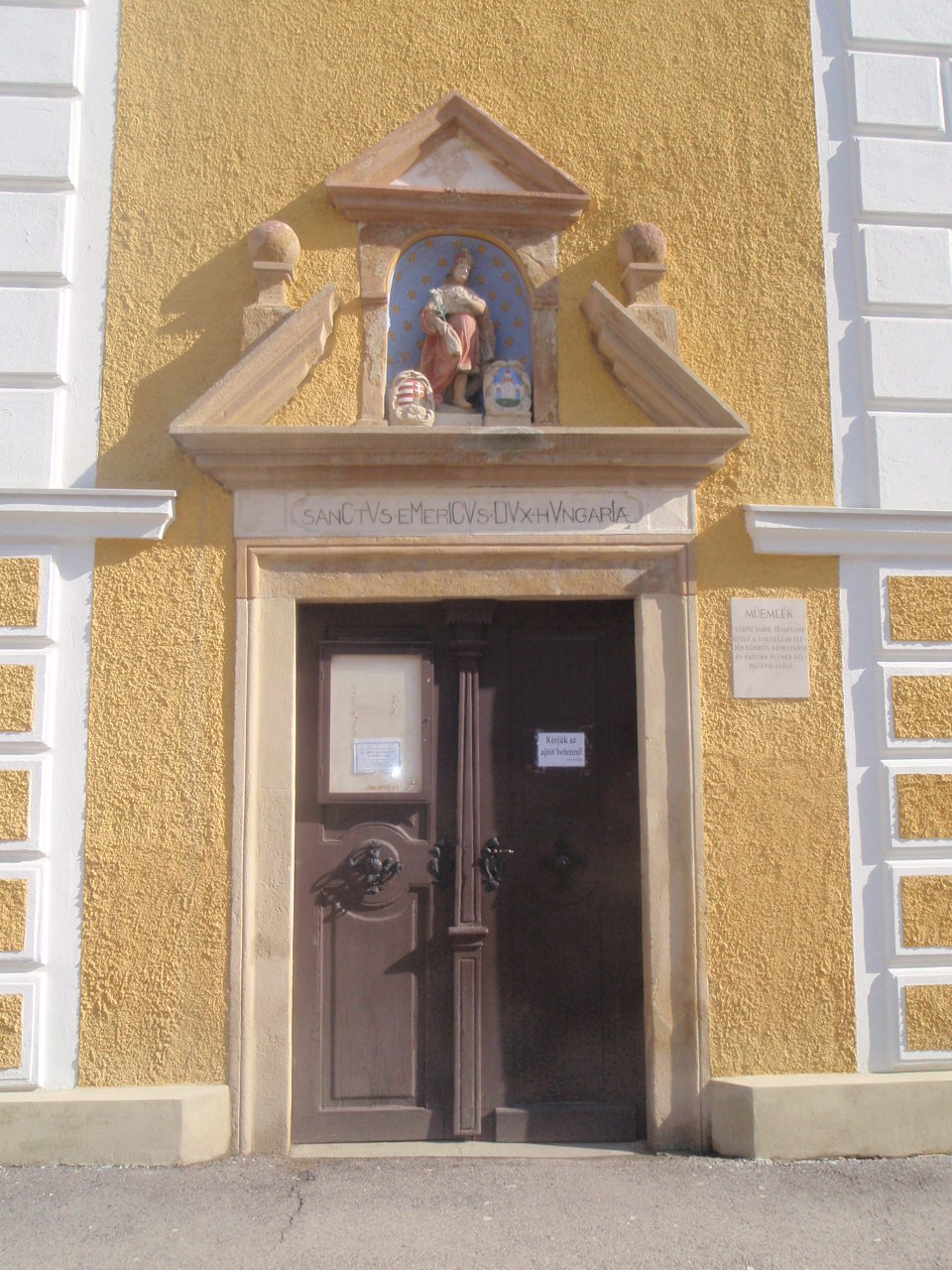
A templom bejárata, a szoborfülkében az ország és város címerével
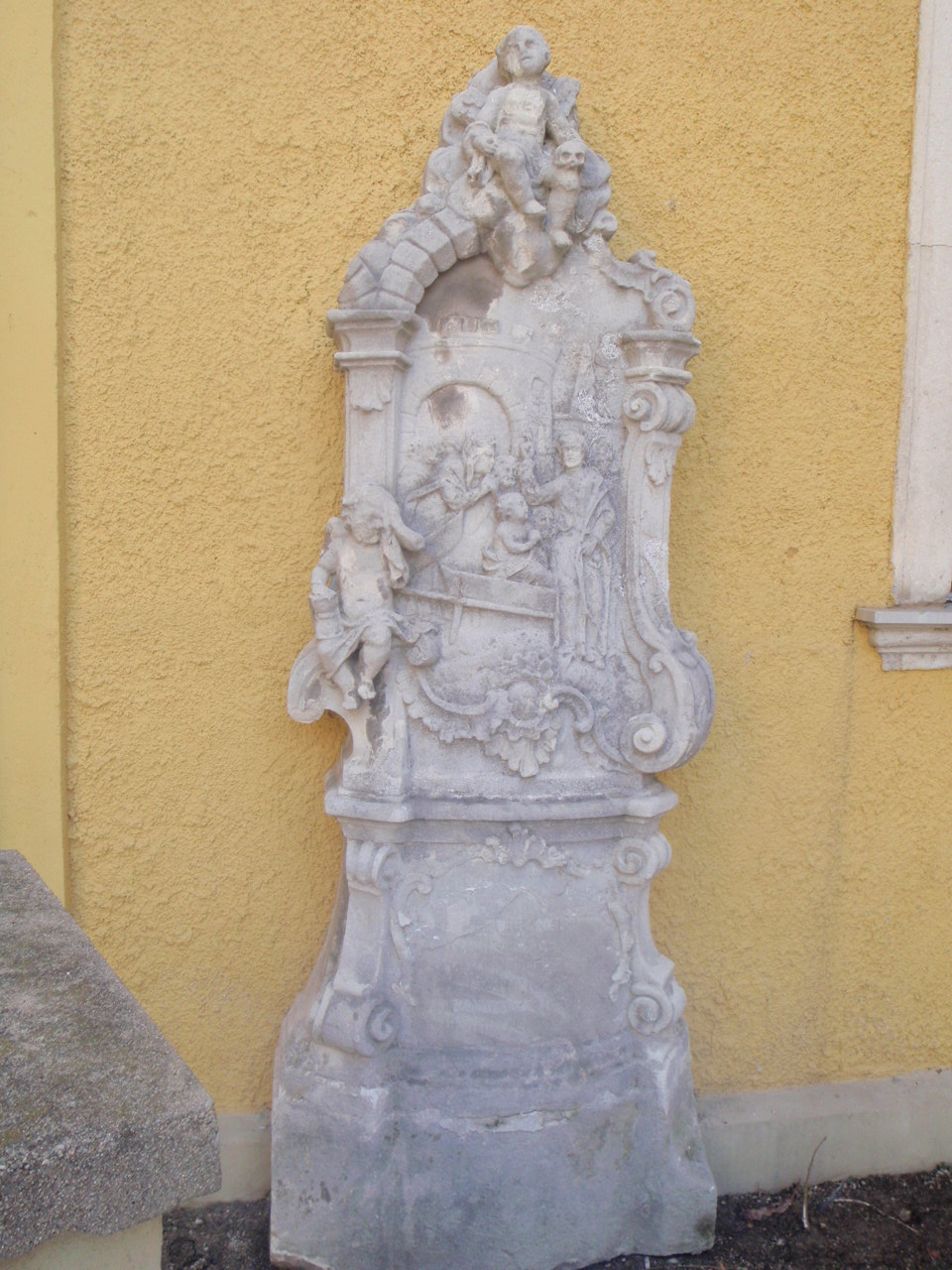
Síremlék a templom északi oldalán lévő sírkertből